# فيلهلم لوفلر (رياضي)
فيلهلم لوفلر (بالألمانية: Wilhelm Löffler) كان مبارزا ألمانيا شارك في الألعاب الأولمبية الصيفية 1912 و1928.

## روابط خارجية
- فيلهلم لوفلر على موقع أوليمبيديا (الإنجليزية)